# Chris Vermeulen
Chris Vermeulen (Brisbane, Queensland, Australija, 19. lipnja 1982.) je bivši australski vozač motociklističkih utrka. 

## Životopis i karijera
Chris Vermeulen je rođen 1982. godine u Brisbaneu u australskoj državi Queensland. U ranoj dobi se bavio BMX biciklizmom, a poslije motokrosom i "dirt track" utrkama. Od 1998. godine se bavi cestovnim motociklizmom, prvo u australskom prvenstvu u klasama Supersport 600 i 250cc, a 1999. u australskom prvenstvu u Superbikeu. 
 
2000. godine prelazi u Britansko prvenstvo u Supersportu, za momčad koju je vodio Barry Sheene - Sanyo Honda. S istom močadi nastupa i pobjeđuje na utrci Europskog prvenstva Supewrstock 1000 na stazi Donnigton Park. Krajem sezone debitira i vozi tri utrke u Svjetskom prvenstvu u Supersportu za momčad Castrol Honda. U Svjetskom prvenstvu u Supersportu nastupa za momčadi koje koriste Hondine motocikle, a 2003. godine je prvak prvenstva s osvojene četiri pobjede i osam postolja s momčadi Ten Kate Honda. 
 
S Ten Kate Hondom 2004. godine vozi u Svjetskom prvenstvu u Superbikeu (motocikl Honda CBR 1000RR), te s četiri pobjede i devest postolja osvaja četvrto mjesto. 2005. godine je drugoplasirani u Svjetskom prvenstvu u Superbikeu sa šest pobjeda i 14 postolja iza prvaka Troya Corsera. Krajem 2005. godine debitira u Svjetskom prvenstvu MotoGP za momčad Camel Honda. 
 
Od 2006. do 2009. godine vozi u Svjetskom prvenstvu MotoGP za momčad Rizla Suzuki MotoGP (tvornička momčad Suzukija, motocikl Suzuki GSV-R). Najbolja sezona je bila 2007., kada na kraju sezone osvaja šesto mjesto, te pobjedu na VN Francuske na stazi Le Mans - Bugatti, koja je ujedno prva pobjeda za Suzuki u MotoGP klasi Svjetskog prvansta, te posljednja do 2016. godine. U ukupno 70 odvoženih utrka za Suzuki u Svjetskom prvenstvu MotoGP je osvojio sedam postolja. 
 
2010. godine Vermeulen se vratio natjecanju u Svjetskom prvenstvu u Superbikeu, ovaj put za Kawasaki Racing Team (motocikl Kawasaki ZX-10R), te vozi u dvije sezone tek dio utrka, zbog problema s ozljedama, posebno koljena. 
 
2012. nastupa na jednoj utrci Svjetskog prvenstva MotoGP za momčad NGM Mobile Forward Racing (motocikl Suter MMX1 - CRT specifikacija) kao zamjenski vozač, te se nadalje više ne bavi motociklizmom.

## Uspjesi u prvenstvima
Svjetsko prvenstvo - Superbike
- drugoplasirani: 2005.

Svjetsko prvenstvo - Supersport
- prvak: 2003.

## Osvojene utrke

### Osvojene utrke u natjecanjima sa statusom svjetskog prvenstva
| sezona | prvenstvo                       | momčad                 | konstruktor | motocikl         | staza                | osvojena utrka | izvori                  |
| ------ | ------------------------------- | ---------------------- | ----------- | ---------------- | -------------------- | -------------- | ----------------------- |
| 2003.  | Svjetsko prvenstvo - Supersport | Ten Kate Honda         | Honda       | Honda CBR 600RR  | Phillip Island       |                | [ 1 ] [ 2 ] [ 3 ] [ 4 ] |
| 2003.  | Svjetsko prvenstvo - Supersport | Ten Kate Honda         | Honda       | Honda CBR 600RR  | Monza                |                | [ 1 ] [ 2 ] [ 3 ] [ 4 ] |
| 2003.  | Svjetsko prvenstvo - Supersport | Ten Kate Honda         | Honda       | Honda CBR 600RR  | Oschersleben         |                | [ 1 ] [ 2 ] [ 3 ] [ 4 ] |
| 2003.  | Svjetsko prvenstvo - Supersport | Ten Kate Honda         | Honda       | Honda CBR 600RR  | Silverstone          |                | [ 1 ] [ 2 ] [ 3 ] [ 4 ] |
| 2004.  | Svjetsko prvenstvo - Superbike  | Ten Kate Honda         | Honda       | Honda CBR 1000RR | Silverstone          | Race 2         | [ 1 ] [ 2 ] [ 5 ] [ 6 ] |
| 2004.  | Svjetsko prvenstvo - Superbike  | Ten Kate Honda         | Honda       | Honda CBR 1000RR | Laguna Seca          | Race 1         | [ 1 ] [ 2 ] [ 5 ] [ 6 ] |
| 2004.  | Svjetsko prvenstvo - Superbike  | Ten Kate Honda         | Honda       | Honda CBR 1000RR | Laguna Seca          | Race 2         | [ 1 ] [ 2 ] [ 5 ] [ 6 ] |
| 2004.  | Svjetsko prvenstvo - Superbike  | Ten Kate Honda         | Honda       | Honda CBR 1000RR | Assen                | Race 2         | [ 1 ] [ 2 ] [ 5 ] [ 6 ] |
| 2005.  | Svjetsko prvenstvo - Superbike  | Winston Ten Kate Honda | Honda       | Honda CBR 1000RR | Monza                | Race 1         | [ 1 ] [ 2 ] [ 7 ] [ 8 ] |
| 2005.  | Svjetsko prvenstvo - Superbike  | Winston Ten Kate Honda | Honda       | Honda CBR 1000RR | Assen                | Race 1         | [ 1 ] [ 2 ] [ 7 ] [ 8 ] |
| 2005.  | Svjetsko prvenstvo - Superbike  | Winston Ten Kate Honda | Honda       | Honda CBR 1000RR | Assen                | Race 2         | [ 1 ] [ 2 ] [ 7 ] [ 8 ] |
| 2005.  | Svjetsko prvenstvo - Superbike  | Winston Ten Kate Honda | Honda       | Honda CBR 1000RR | EuroSpeedway Lausitz | Race1          | [ 1 ] [ 2 ] [ 7 ] [ 8 ] |
| 2005.  | Svjetsko prvenstvo - Superbike  | Winston Ten Kate Honda | Honda       | Honda CBR 1000RR | Imola                | Race 1         | [ 1 ] [ 2 ] [ 7 ] [ 8 ] |
| 2005.  | Svjetsko prvenstvo - Superbike  | Winston Ten Kate Honda | Honda       | Honda CBR 1000RR | Magny-Cours          | Race 1         | [ 1 ] [ 2 ] [ 7 ] [ 8 ] |
| 2007.  | Svjetsko prvenstvo - MotoGP     | Rizla Suzuki MotoGP    | Suzuki      | Suzuki GSV-R     | Le Mans - Bugatti    | VN Francuske   | [ 9 ] [ 10 ]            |

### Ostale pobjede
| sezona | prvenstvo                           | momčad               | konstruktor | motocikl      | staza           | osvojena utrka | izvori                           |
| ------ | ----------------------------------- | -------------------- | ----------- | ------------- | --------------- | -------------- | -------------------------------- |
| 2000.  | Europsko prvenstvo - Superstock1000 | Sanyo First National | Honda       | Honda CBR 900 | Donnington Park |                | [ 1 ] [ 2 ] [ 11 ] [ 12 ] [ 13 ] |

## Pregled karijere

### Po sezonama - cestovni motociklizam
| sezona | prvenstvo                        | momčad                                 | konstruktor | motocikl         | utrka | pobjede | postolja | 1. startna pozicija | najbrži krug | bodova | plasman | izvori                                  |
| ------ | -------------------------------- | -------------------------------------- | ----------- | ---------------- | ----- | ------- | -------- | ------------------- | ------------ | ------ | ------- | --------------------------------------- |
| 1999.  | Australsko prvenstvo - Superbike |                                        | Yamaha      | Yamaha R1        |       |         |          |                     |              |        | 8.      | [ 14 ]                                  |
| 2000.  | SP - Supersport                  | Castrol Honda                          | Honda       | Honda CBR 600 F  | 3     | 0       | 0        | 0                   | 0            | 16     | 21.     | [ 1 ] [ 2 ] [ 15 ] [ 16 ] [ 14 ]        |
| 2000.  | EP - Superstock 1000             | Sanyo First National                   | Honda       | Honda CBR 900    | 1     | 1       | 1        | 1                   | 1            | 25     | 18.     | [ 1 ] [ 2 ] [ 11 ] [ 12 ] [ 13 ] [ 14 ] |
| 2000.  | Britansko prvenstvo - Supersport | Sanyo Honda                            | Honda       | Honda            |       |         |          |                     |              | 101    | 6.      | [ 17 ] [ 14 ]                           |
| 2001.  | SP - Supersport                  | Castrol Honda                          | Honda       | Honda CBR 600    | 11    | 0       | 0        | 0                   | 0            | 27     | 17.     | [ 1 ] [ 2 ] [ 18 ] [ 19 ] [ 14 ]        |
| 2002.  | SP - Supersport                  | Van-zon-Honda-T.K.R.                   | Honda       | Honda CBR 600F   | 12    | 0       | 2        | 2                   | 1            | 90     | 7.      | [ 1 ] [ 2 ] [ 20 ] [ 21 ] [ 14 ]        |
| 2003.  | SP - Supersport                  | Ten Kate Honda                         | Honda       | Honda CBR 600RR  | 11    | 4       | 8        | 3                   | 2            | 201    | 1.      | [ 1 ] [ 2 ] [ 3 ] [ 4 ] [ 14 ]          |
| 2004.  | SP - Superbike                   | Ten Kate Honda                         | Honda       | Honda CBR 1000RR | 22    | 4       | 9        | 0                   | 3            | 282    | 4.      | [ 1 ] [ 2 ] [ 5 ] [ 6 ] [ 14 ]          |
| 2005.  | SP - MotoGP                      | Camel Honda                            | Honda       | Honda RC211V     | 2     | 0       | 0        | 0                   | 0            | 10     | 21.     | [ 9 ] [ 22 ] [ 23 ] [ 14 ]              |
| 2005.  | SP - Superbike                   | Winston Ten Kate Honda                 | Honda       | Honda CBR 1000RR | 23    | 6       | 14       | 3                   | 4            | 379    | 2.      | [ 1 ] [ 2 ] [ 7 ] [ 8 ] [ 14 ]          |
| 2006.  | SP - MotoGP                      | Rizla Suzuki MotoGP Team Suzuki MotoGP | Suzuki      | Suzuki GSV-R     | 17    | 0       | 1        | 2                   | 0            | 98     | 11.     | [ 9 ] [ 22 ] [ 24 ] [ 14 ]              |
| 2007.  | SP - MotoGP                      | Rizla Suzuki MotoGP                    | Suzuki      | Suzuki GSV-R     | 18    | 1       | 4        | 1                   | 1            | 179    | 6.      | [ 9 ] [ 22 ] [ 10 ] [ 14 ]              |
| 2008.  | SP - MotoGP                      | Rizla Suzuki MotoGP                    | Suzuki      | Suzuki GSV-R     | 18    | 0       | 2        | 0                   | 0            | 128    | 8.      | [ 9 ] [ 22 ] [ 25 ] [ 14 ]              |
| 2009.  | SP - MotoGP                      | Rizla Suzuki MotoGP                    | Suzuki      | Suzuki GSV-R     | 17    | 0       | 0        | 0                   | 0            | 106    | 12.     | [ 9 ] [ 22 ] [ 26 ] [ 14 ]              |
| 2010.  | SP - Superbike                   | Kawasaki Racing Team                   | Kawasaki    | Kawasaki ZX 10R  | 14    | 0       | 0        | 0                   | 0            | 10     | 20.     | [ 1 ] [ 2 ] [ 27 ] [ 28 ] [ 14 ]        |
| 2011.  | SP - Superbike                   | Kawasaki Racing Team                   | Kawasaki    | Kawasaki ZX-10R  | 7     | 0       | 0        | 0                   | 0            | 14     | 21.     | [ 1 ] [ 2 ] [ 29 ] [ 30 ]               |
| 2012.  | SP - MotoGP                      | NGM Mobile Forward Racing              | Suter       | Suter MMX1       | 1     | 0       | 0        | 0                   | 0            | 0      | NC      | [ 9 ] [ 22 ]                            |
|        |                                  |                                        |             |                  |       |         |          |                     |              |        |         |                                         |
|        |                                  |                                        |             |                  |       |         |          |                     |              |        |         |                                         |

### Po natjecanjima - cestovni motociklizam
| sezone        | prvenstvo                  | klasa           | konstruktor        | sezona | utrka | pobjede | postolja | 1. startna pozicija | najbrži krug |  |
| ------------- | -------------------------- | --------------- | ------------------ | ------ | ----- | ------- | -------- | ------------------- | ------------ |  |
| 1999.         | Australsko prvenstvo       | Superbike       | Yamaha             | 1      |       |         |          |                     |              |  |
| 2000. – 2003. | Svjetsko prvenstvo         | Supersport      | Honda              | 4      | 37    | 4       | 10       | 5                   | 3            |  |
| 2000.         | Europsko prvenstvo FIM Cup | Superstock 1000 | Honda              | 1      | 1     | 1       | 1        | 1                   | 1            |  |
| 2000.         | Britansko prvenstvo        | Supersport      | Honda              | 1      |       |         |          |                     |              |  |
| 2004. – 2011. | Svjetsko prvenstvo         | Superbike       | Honda Kawasaki     | 4      | 66    | 10      | 23       | 3                   | 7            |  |
| 2005. – 2012. | Svjetsko prvenstvo (GP)    | MotoGP          | Honda Suzuki Suter | 6      | 73    | 1       | 7        | 3                   | 1            |  |

## Vanjske poveznice
- (engl.) chrisvermeulen.com, wayback arhiva
- (engl.) motogp.com, Chris Vermeulen  Arhivirana inačica izvorne stranice od 30. travnja 2021. (Wayback Machine)
- (engl.) worldsbk.com, Chris Vermeulen
- (engl.) motorsportmagazine.com, Chris Vermeulen